# The Great Shaman Ga Doo-shim
The Great Shaman Ga Doo-shim (Hangul: 우수무당 가두심, Hanja: ; RR: Usumudang gadusim), es una serie de televisión surcoreana transmitida del 30 de julio de 2021 hasta el 8 de octubre de 2021 a través de Daum Kakao TV.

## Sinopsis
La serie sigue a dos estudiantes de secundaria únicos que se ven involucrados en una serie de incidentes misteriosos:
Ga Doo-shim es una joven de secundaria de 18 años que nació con el destino de convertirse en chamán, sin embargo ella no lo quiere y desea vivir como una típica persona de su edad.
Por otro lado, Na Woo-soo es un joven atractivo, rico y con calificaciones sobresalientes, así como el compañero de clase de Doo-shim. Cuando inesperadamente Woo-soo obtiene la habilidad de ver espíritus malignos, Doo-shim tendrá que aceptar su destino y luchar contra los espíritus malignos mientras trabajan para resolver casos misteriosos de estudiantes que son asesinados por espíritus malignos cuando obtienen calificaciones bajas.

## Reparto

### Personajes principales
| Actor                   | Personaje   | N.º de episodios | Notas |
| ----------------------- | ----------- | ---------------- | --- |
| Kim Sae-ron Jo Shi-yeon | Ga Doo-shim | 12               | Es una joven de 18 años que desea vivir como una típica estudiante de secundaria, pero que nace con el destino de convertirse en una chamán que lucha contra espíritus malignos.                                                   |
| Nam Da-reum             | Na Woo-soo  | 12               | Es un estudiante de secundaria casi perfecto que proveniente de una familia rica, con una apariencia atractiva y calificaciones sobresalientes, pronto obtiene la habilidad de ver espíritus malignos cuando conoce a Ga Doo-shim. |
| Yoo Seon-ho             | Hyun-soo    | -                | Es un estudiante de "Songyeong High School", quien se convierte en un fantasma luego de ser asesinado por un espíritu maligno. |
| Moon Sung-keun          | Kyung-pil   | -                | Es el director de la escuela "Songyeong High School". |
| Bae Hae-sun             | Hyo-shim    | -                | Es la madre de Ga Doo-shim. |
| Yoon Seok-hwa           | Myo-shim    | -                | Es la abuela de Ga Doo-shim. |

### Personajes secundarios
| Actor          | Personaje  | N.º de episodios | Notas |
| -------------- | ---------- | ---------------- | --- |
| Yoon Jung-hoon | Kim Il-nam | -                | Es un estudiante. |
| Lee Ji-won     | Soo-jeong  | -                | |
| Park Yong      | Sung-wook  | -                | |
| Baek Soo-jang  | Mr. Sa     | -                | Es un maestro en "Songyoung High School" y maestro de aula de Ga Doo-sim y Na Woo-soo. AUnque parece ser un hombre contundente, en realidad se preocupa profundamente por sus estudiantes y se siente culpable por la situación en la que sus estudiantes resultan heridos luego de que ocurre un misterioso incidente en la escuela. |
| Jung Min-kyul  | Ae-kyung   | -                | |
| Choi Jung-hwa  | Woo-soo    | -                | |

### Otros personajes
| Actor         | Personaje | N.º de episodios | Notas             |
| ------------- | --------- | ---------------- | ----------------- |
| Song Geon-hee | -         | -                | Es un estudiante. |

### Apariciones especiales
| Actor          | Personaje | N.º de episodios | Notas                                  |
| -------------- | --------- | ---------------- | -------------------------------------- |
| Kim Sung-oh    | -         | -                | Hace la voz de los espíritus malignos. |
| Park Gwang-jae | -         | -                |                                        |

## Episodios
La serie está conformada por doce episodios, los cuales fueron emitidos todos los viernes a las 20:00 (KST).

### Ratings
Los números en color rojo indican las calificaciones más bajas, mientras que los números en azul indican las calificaciones más altas.

## Música
El OST de la serie está conformado por las siguientes canciones:

### Parte 1
| N.º | Intérprete  | Canción              | Letra | Música | Duración |
| --- | ----------- | -------------------- | ----- | ------ | -------- |
| 1   | Kwon Jin-ah | "Run to You"         | -     | -      | -        |
| 2   |             | "Run to You" (Inst.) | -     | -      | -        |

### Parte 2
| N.º | Intérprete               | Canción                  | Letra | Música | Duración |
| --- | ------------------------ | ------------------------ | ----- | ------ | -------- |
| 1   | Seunghee (de Oh My Girl) | "Dear My Nights"         | -     | -      | -        |
| 2   |                          | "Dear My Nights" (Inst.) | -     | -      | -        |

## Producción
La serie también es conocida como "Excellent Shaman Ga Doo Shim", "Shaman Girl Ga Doo Shim" y/o "Superior Shaman Ga Doo Shim".
Es la primera serie original de misterio y fantasía de Kakao Entertainment KakaoTV (Daum).
La dirección estuvo a cargo de Park Ho-jin (박호진), mientras que el guion estuvo en manos de Joo Brothers (주브라더스). Mientras que la producción estuvo a cargo de Song Je-young, quien contó con el apoyo de los productores ejecutivos Lee Young-suk y Park Mae-hee. Por otro lado, la cinematografía fue realizada por Jang Jong-kyung, mientras que la edición estuvo a cargo de Oh Sang-hwan.
El 6 de mayo de 2021 Kakao Entertainment anunció que estaban comenzando la producción, con planes de comenzar a filmar en mayo y estrenar la serie durante la segunda mitad del año. Las fotos de la primera lectura del guion fueron compartidas el 2 de julio de 2021.
La serie también contó con el apoyo de la compañía de producción MAYS Entertainment.

### Recepción
La serie fue bien recibida por los televidentes.
El 30 de agosto del mismo año, la serie entró dentro de los 5 mejores K-Dramas en Viki de ese mismo mes.

### Distribución internacional
A nivel internacional, la serie es distribuida por iQIYI (en el sudeste de Asia y Taiwán) y por Viki (en EE. UU., Europa, Oriente Medio, Oceanía e India).